# Sommant
Sommant är en kommun i departementet Saône-et-Loire i regionen Bourgogne-Franche-Comté i östra Frankrike. Kommunen ligger i kantonen Lucenay-l'Évêque som tillhör arrondissementet Autun. År 2022 hade Sommant 187 invånare.

## Befolkningsutveckling
Antalet invånare i kommunen Sommant
| Referens: INSEE |